# Epidendrum dilochioides
Epidendrum dilochioides är en orkidéart som beskrevs av Louis Otho Otto Williams. Epidendrum dilochioides ingår i släktet Epidendrum och familjen orkidéer.
Artens utbredningsområde är Honduras. Inga underarter finns listade i Catalogue of Life.